# La torre stregata
La torre stregata (nome originale tedesco Der verzauberte Turm) è un gioco da tavolo per bambini ideato da Inka e Markus Brand e pubblicato nel 2012 da Drei Magier Spiele.

## Ambientazione
Il mago Nido di Corvo ha nascosto nel bosco la chiave della torre dove è prigioniera la principessa.
Robin deve trovarla per poter liberare la principessa, ma anche il mago corre a prendela perché vuole essere lui a liberare la principessa.
Ma soltanto uno dei 6 lucchetti è quello giusto.

## Regole e materiali

### Materiali
- 1 tabellone di gioco grande raffigurante un labirinto di strade che conducono alla torre;
- 1 tabellone piccolo raffigurante la strada in più che deve percorrere il mago;
- 1 torre con sei serrature;
- 1 chiave;
- 3 pedine: 1 mago (rossa), 1 Robin (blu), 1 principessa (gialla);
- 16 tessere;
- 1 dado a sei facce con i simboli di Robin e del mago;
- 1 dado a sei facce numerato che permette di spostare contemporaneamente il mago e Robin.

### Regole di gioco
In due giocatori, uno muove il mago e l'altro Robin; in tre o quattro giocatori, uno muove il mago e gli altri, a turno, muovono Robin.
Il giocatore che sceglie il mago deve nascondere la chiave in uno dei 16 nascondigli del bosco sparsi lungo il labirinto che conduce alla torre.
Robin deve prima trovare in quale nascondiglio è nascosta la chiave e poi, trovatala, andare a liberare la Principessa.
Il mago, che sapendo dove è nascosta la chiave parte con otto caselle di svantaggio, deve anch'esso recuperare la chiave per poi andare a liberare la Principessa.
Entrambi, una volta trovata la chiave e arrivati alla torre devono provare ad aprire la giusta serratura: soltanto una è quella giusta. Nel caso in cui si sbaglia serratura, si ricomincia da capo: il mago nasconde in un'altra buca la chiave e le due pedine vengono rimesse nelle caselle iniziali.
Gli spostamenti sono fatti tirando contemporaneamente i due dadi: uno indica quale personaggio si deve muovere prima (il simbolo rosso indica che muove il mago, il simbolo blu che muove Robin) e l'altro di quanti passi si deve muovere ciascuna pedina (il numero rosso indica il numero di passi che deve fare il mago, il numero blu indica i passi di Robin).
La chiave è metallica e le pedine sono calamitate: quando una pedina arriva su una tessera che cela il nascondiglio della chiave, questa automaticamente si attacca alla base della pedina e può quindi essere raccolta dal nascondiglio.
Vince il giocatore che per primo riesce ad aprire la giusta serratura della torre e libera la principessa.

## Premi e riconoscimenti
Il gioco ha vinto i seguenti premi:
- 2013 - Kinderspiel des Jahres (Gioco per bambini dell'anno)[2];